# Saint-Georges de Bouhélier

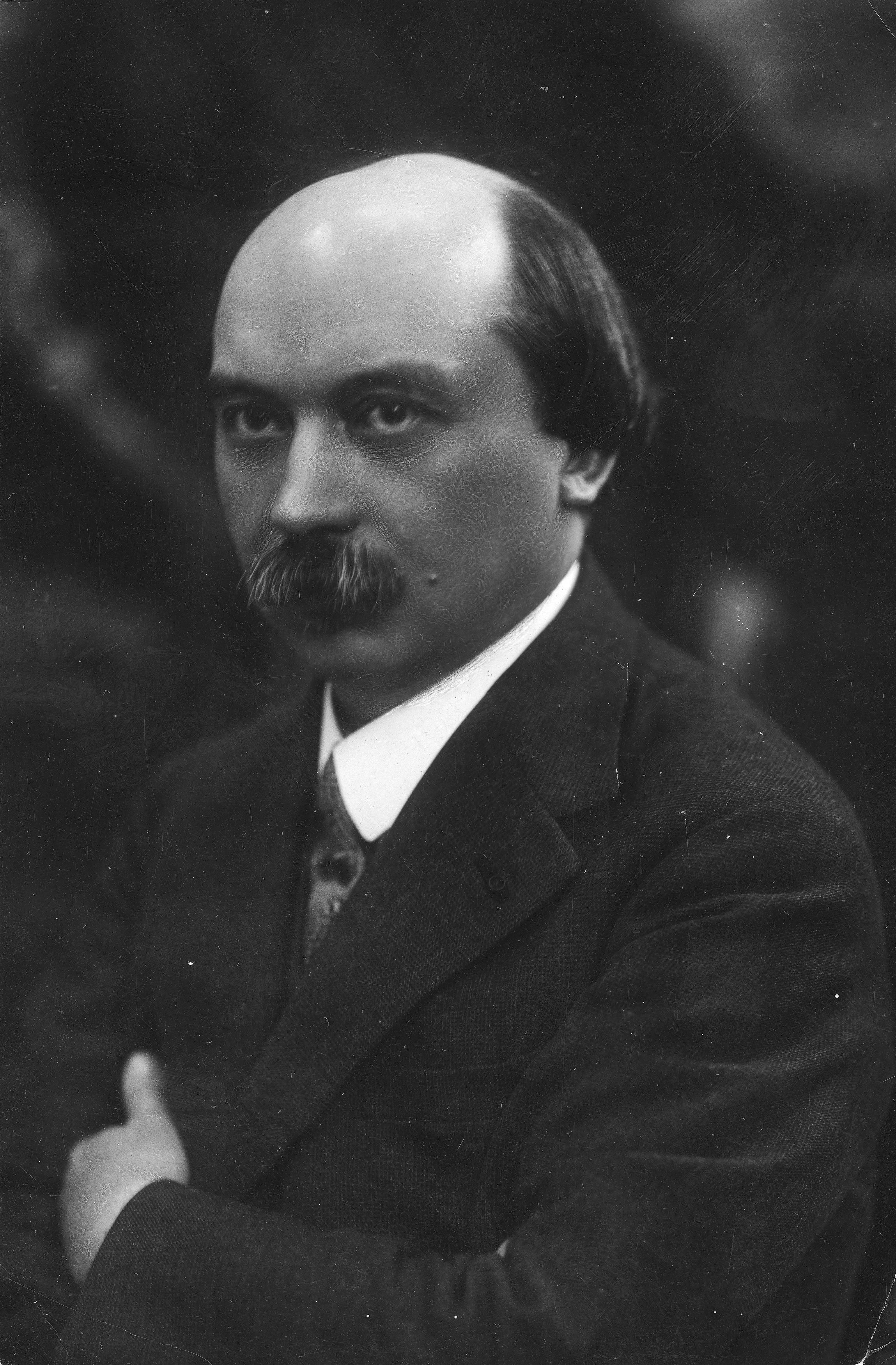

Saint-Georges de Bouhélier (Stéphane-Georges Lepelletier de Bouhélier, * 19. Mai 1876 in Rueil-Malmaison, Département Hauts-de-Seine, Frankreich; † 20. Dezember 1947 in Montreux, Kanton Waadt, Schweiz) war ein französischer Schriftsteller.
Der Sohn des Schriftstellers Edmond Lepelletier (1846–1913) studierte in Versailles und in der Schweiz. Er wurde als Begründer einer
literarischen Bewegung bekannt, die er naturisme nannte und deren Prinzipien er in der Schrift Élements d'une Renaissance française darstellte und in seiner 1897 gegründeten Zeitschrift Revue naturiste verbreitete. Sie distanzierte sich vom französischen Symbolismus, strebte Klarheit und Einfachheit des Ausdrucks an und sucht nach de Bouhéliers Worten „die Natur der Dinge, ihr Prinzip, ihre fundamentale Realität“. Im ausgehenden 19. Jahrhundert hatte sie Einfluss auf Schriftsteller wie Émile Zola und André Gide.
Zu Émile Zola, dem er sein im Jahre 1896 erschienenes Buch L'Hiver en méditation gewidmet hat, bestand eine regelmäßige Beziehung, auch weil Bouhélier Zolas Campagne zur Revision des Dreyfus-Prozesses aktiv unterstützte.
De Bouhélier verfasste neben Romanen und mehreren Gedichtbänden vorwiegend Theaterstücke und äußerte sich auch immer wieder zu geschichtlichen und politischen Themen.

## Werke
- L'Hiver en méditation, ou les Passe-temps de Clarisse. Suivi d'un opuscule sur Hugo, Richard Wagner, Zola et la poésie nationale, 1896
- Eglé ou le concerts champêtres, Gedichte, 1897
- La Victoire, Schauspiel, 1898
- Affaire Dreyfus. La révolution en marche, 1898
- Élements d'une Renaissance française, 1899
- La Route noire, Roman, 1900
- La Tragédie du nouveau Christ, 1901
- Histoire de Lucie, fille perdue et criminelle, Roman, 1902
- Les Chants de la Vie ardente, Gedichte, 1902
- Julia, ou les Relations amoureuses, 1903
- Des Passions de l'amour, accompagné de deux autres essais, 1904
- Un Roi sans Couronne, Schauspiel, 1906
- Choix de pages anciennes et nouvelles, 1907
- Carnaval des enfants, Schauspiel, 1910
- La Romance de l'Homme, Gedichte, 1912
- Légendes de la guerre de France, Gedichte, 1917
- L'Impératrice aux rochers, 1928
- Sang de Danton, Schauspiel, 1931
- Choix de poésies, Gedichte, 1933
- Napoléon. Grandeurs et misères, 1938
- Voyage dans la Suisse d'autrefois, 1944
- Chant de la liberté, Schauspiel, 1945
- Le Printemps d'une Génération, 1946